# Sandra Peña Cortés
Sandra Peña Cortés (Madrid, 13 de julho de 1983) é uma jogadora de bocha paralímpica espanhola da categoria BC3. Participou, representando a Espanha, dos Jogos Paralímpicos de Londres 2012, onde venceu por 3 a 2 nas oitavas de final.
Disputou, em agosto de 2011, o Mundial de Bocha em Belfast, na Irlanda do Norte, o qual fez parte do processo de classificação para os Jogos Paralímpicos de Londres. Jogando na competição por equipes, sua equipe, a Espanha, foi eliminada ainda na fase de grupos, ao perder para Croácia, Grécia e Singapura.
Integrou a delegação espanhola no Campeonato Europeu, realizado em junho de 2013, em Guimarães, Portugal.

## Vida pessoal
Sandra nasceu na capital espanhola, Madrid, e tem paralisia cerebral. Atualmente reside em Logroño.